# Otto John Schaden
Otto John Schaden (26 agosto 1937 – 23 novembre 2015) è stato un egittologo statunitense.
Fu il direttore in campo dell'Amenmesse Tomb Project dell'Università di Memphis (Tennessee).
Oltre al lavoro sulla tomba di Amenmesse (KV10) nel ramo principale della Valle dei Re, liberò e studiò nuovamente le tombe KV23, KV24 e KV25 della Western Valley.

## Biografia
Al principio degli anni settanta del XX secolo, Schaden insegnò lingua medioegizia presso l'Università del Minnesota.
Il 10 febbraio 2006, fu annunciato che il suo gruppo aveva scoperto la KV63, una camera intatta che in un primo tempo era sembrata una tomba.
La tomba fu lentamente scavata tra marzo e luglio 2006 e sembra essere stata un'area di deposito o laboratorio per la mummificazione a servizio di un'altra tomba reale.
Il numero di gennaio 2008 dell'Harper's Magazine contiene un lungo saggio di Gregory Jaynes relativo alla visita che egli fece nel marzo 2006 alla tomba KV63. In questo testo descrive, tra l'altro, la discussione cui assistette fra Otto Schaden e il suo superiore dell'Università di Mephis Lorelei Corcoran.
L'Università di Memphis e Schaden troncarono il loro rapporto e le attività di ricerca di Schaden proseguirono con il supporto diretto del Supremo Consiglio delle Antichità.